# 梅丽莎·霍斯金斯
梅丽莎·霍斯金斯（英語：Melissa Hoskins，1991年2月24日—2023年12月31日），出生於西澳大利亞州，澳洲女子單車運動員。

## 簡歷
2013年，梅丽莎·霍斯金斯在白俄羅斯明斯克舉行的世界場地單車錦標賽中，贏得了團體追逐賽亞軍。